# Asebu Amanfi
Asebu Amanfi, également connu sous le nom de Géant d'Asebu, est un roi guerrier et le fondateur légendaire du royaume d'Asebu dans la région centrale du Ghana.  

## Histoire
Selon la tradition orale, Asebu est un géant avec une apparence physique inhabituelle et posséde des pouvoirs spirituels. On lui attribue la fondation du royaume d'Asebu avec son frère Farnyi Kwegya après qu'ils ont fui l'Egypte. La légende raconte qu'Asebu le géant dirige une armée qui chasse les enfants d'Israël pendant l'Exode. Ils traversent le lac Tchad et descendent jusqu'à Benin City pour finalement s'installer à Moore. Après la noyade de ses hommes, il ne peut retourner auprès du Pharaon et s'installe autour de la région côtière du sud du Ghana. 
Il tire son nom du Memphis le long de la partie sud du Nil. Il vivait au bord du fleuve dans le territoire tchadien appelé Sabou. On pense qu'il tire son nom Asebu de la rivière Sabou. Après son arrivée dans le sud du Ghana, il établit le royaume avec son frère et un chasseur, Nana Adzekase. Asebu devient le premier roi du royaume d'Asebu et le chasseur devient le premier chef des Moore. Ils s'installent autour d'une partie de la rivière et l'adorent comme leur dieu. Quand ils sont arrivés, ils ont placé l'eau au centre de leur culte, toujours actif à ce jour. Il a une sœur qui s'appelle Amanfiwaa,.

## Héritage culturel
Il est le premier roi des Asebus ; Amenfi I.
Asebu Amenfi est en fait la personne qui s'est battue et a étendu la chefferie Asebu et Abakrampa dans la région centrale du Ghana.
Un festival annuel, Apayemkese (Pâque) se fait en sa mémoire.
Son bâton qu'il aurait utilisé pour ses différentes conquêtes fait partie du patrimoine local. 
Un site sacré vénère également des rochers sur lesquels ses empreintes digitales seraient visibles. 